# Other Sides
Other Sides je EP australske pjevačice Kylie Minogue objavljen zajedno s albumom  "Impossible Princess" u australskim HMV glazbenim dućanima. 
Originalni EP nazvan "Live and Other Sides" je uklonjen iz izdanja zadnjeg trenutka. 

## Popis pjesama
1. Tears
2. Love Takes Over Me - Singl verzija
3. Take Me With You – Albumska verzija

## Popis pjesama originalnog "Live and Other Sides"EP-a
Napomena: Ovo izdanje je otkazano
1. Tears
2. Love Takes Over Me – Singl verzija
3. Love Is Waiting – Albumska verzija
4. If You Don't Love Me – Akustička verzija
5. Put Yourself In My Place - Akustička verzija
6. Automatic Love - Akustička verzija